# Petersdorff (ród szlachecki z Pomorza)
Petersdorff – ród szlachecki wywodzący się z Księstwa Pomorskiego.

## Herb

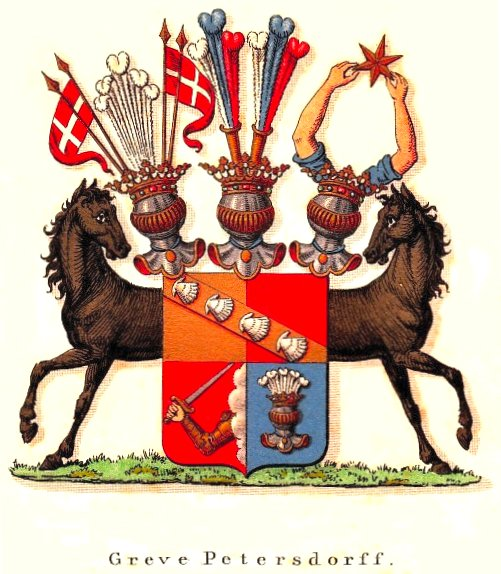
Herb hrabiowski

Herb rodowy von Petersdorff przedstawia pięć srebrnych muszli ułożonych złotym skosie na czerwonym polu. W klejnocie nad hełmem ze złoto-czerwonymi labrami dwa pęki strusich piór ułożonych w następującej kolejności: czerwone, złote, czerwone.
Herb hrabiowski nadany duńskiej gałęzi rodu w 1810 roku ma podzieloną tarczę: powyżej na polach złotym i czerwonym znajduje się złoty skos z czterema srebrnymi muszlami (zgodnie z herbem rodowym). Dolne pole po lewej stronie w kolorze czerwonym, na nim wyłaniające się z chmury złote ramię z mieczem. Po lewej stronie na niebieskim polu złoty hełm z sześcioma strusimi piórami. Nad tarczą trzy hełmy bez osłon. Nad pierwszym z nich pięć srebrnych strusich piór między czterema czerwonymi flagami ze srebrnym krzyżem (Dannebrog) na złotych lancach; nad drugim dwa pęki srebrno-niebiesko-czerwonych strusich piór; nad trzecim dwa wyciągnięte ramiona w krótkich niebieskich rękawach, trzymające razem czerwoną gwiazdę. Za trzymacze służą dwa czarne rumaki.

## Historia
Pierwsza wzmianka o pomorskich Petersdorffach pochodzi z 1298 roku. Wśród studentów Uniwersytetu Bolońskiego wymienieni zostają Gisbertus oraz Wilhelmus de Petirsdorf. Giso (lub Hisso) von Petersdorff zostaje wspomniany w 1322 roku jako kanonik, a następnie w 1329 jako dziekan Kościoła Mariackiego w Szczecinie. W 1330 wzniósł on w tym kościele ołtarz i dotował go 10 łanami (Hufen) ziemi zakupionymi w Przytocku i Rokitach. Pewną genealogię rodu można ustalić jednak dopiero w XV wieku. Wyłaniają się wtedy jego trzy główne gałęzie, posiadające dobra Danowie (niem. Jakobsdorf), Tarnowie (niem. Großenhagen) i Budnie (niem. Buddendorf):

|  |  |                       |                       |                       |                       |                       |                       | Janicke        | Janicke        | Janicke        | Janicke        | Janicke | Janicke |      |      | Katharina von Trone | Katharina von Trone | Katharina von Trone | Katharina von Trone | Katharina von Trone | Katharina von Trone |                 |                 |                 |                 |                 |                 |                     |                     |                     |                     |                     |                     |  |  |  |  |  |  | Bruno  | Bruno  | Bruno  | Bruno  | Bruno         | Bruno         |               |               |                 |                 |                 |                 |                 |                 |
|  |  |                       |                       |                       |                       |                       |                       | Janicke        | Janicke        | Janicke        | Janicke        | Janicke | Janicke |      |      | Katharina von Trone | Katharina von Trone | Katharina von Trone | Katharina von Trone | Katharina von Trone | Katharina von Trone |                 |                 |                 |                 |                 |                 |                     |                     |                     |                     |                     |                     |  |  |  |  |  |  | Bruno  | Bruno  | Bruno  | Bruno  | Bruno         | Bruno         |               |               |                 |                 |                 |                 |                 |                 |
|  |  |                       |                       |                       |                       |                       |                       |                |                |                |                |         |         |      |      |                     |                     |                     |                     |                     |                     |                 |                 |                 |                 |                 |                 |                     |                     |                     |                     |                     |                     |  |  |  |  |  |  |        |        |        |        |               |               |               |               |                 |                 |                 |                 |                 |                 |
|  |  |                       |                       |                       |                       |                       |                       |                |                |                |                | Paul    | Paul    | Paul | Paul | Paul                | Paul                |                     |                     | Anna von Wiesen     | Anna von Wiesen     | Anna von Wiesen | Anna von Wiesen | Anna von Wiesen | Anna von Wiesen |                 |                 |                     |                     |                     |                     |                     |                     |  |  |  |  |  |  | Matzke | Matzke | Matzke | Matzke | Matzke        | Matzke        |               |               | Anna von Pansin | Anna von Pansin | Anna von Pansin | Anna von Pansin | Anna von Pansin | Anna von Pansin |
|  |  |                       |                       |                       |                       |                       |                       |                |                |                |                | Paul    | Paul    | Paul | Paul | Paul                | Paul                |                     |                     | Anna von Wiesen     | Anna von Wiesen     | Anna von Wiesen | Anna von Wiesen | Anna von Wiesen | Anna von Wiesen |                 |                 |                     |                     |                     |                     |                     |                     |  |  |  |  |  |  | Matzke | Matzke | Matzke | Matzke | Matzke        | Matzke        |               |               | Anna von Pansin | Anna von Pansin | Anna von Pansin | Anna von Pansin | Anna von Pansin | Anna von Pansin |
|  |  |                       |                       |                       |                       |                       |                       |                |                |                |                |         |         |      |      |                     |                     |                     |                     |                     |                     |                 |                 |                 |                 |                 |                 |                     |                     |                     |                     |                     |                     |  |  |  |  |  |  |        |        |        |        |               |               |               |               |                 |                 |                 |                 |                 |                 |
|  |  |                       |                       |                       |                       |                       |                       |                |                |                |                |         |         |      |      |                     |                     |                     |                     |                     |                     |                 |                 |                 |                 |                 |                 |                     |                     |                     |                     |                     |                     |  |  |  |  |  |  |        |        |        |        |               |               |               |               |                 |                 |                 |                 |                 |                 |
|  |  | Katharina von Luchten | Katharina von Luchten | Katharina von Luchten | Katharina von Luchten | Katharina von Luchten | Katharina von Luchten |                |                | Dame           | Dame           | Dame    | Dame    | Dame | Dame |                     |                     |                     |                     | Janicke             | Janicke             | Janicke         | Janicke         | Janicke         | Janicke         |                 |                 | Erdmute von Quitzke | Erdmute von Quitzke | Erdmute von Quitzke | Erdmute von Quitzke | Erdmute von Quitzke | Erdmute von Quitzke |  |  |  |  |  |  |        |        |        |        |               |               |               |               |                 |                 |                 |                 |                 |                 |
|  |  | Katharina von Luchten | Katharina von Luchten | Katharina von Luchten | Katharina von Luchten | Katharina von Luchten | Katharina von Luchten |                |                | Dame           | Dame           | Dame    | Dame    | Dame | Dame |                     |                     |                     |                     | Janicke             | Janicke             | Janicke         | Janicke         | Janicke         | Janicke         |                 |                 | Erdmute von Quitzke | Erdmute von Quitzke | Erdmute von Quitzke | Erdmute von Quitzke | Erdmute von Quitzke | Erdmute von Quitzke |  |  |  |  |  |  |        |        |        |        |               |               |               |               |                 |                 |                 |                 |                 |                 |
|  |  |                       |                       |                       |                       |                       |                       |                |                |                |                |         |         |      |      |                     |                     |                     |                     |                     |                     |                 |                 |                 |                 |                 |                 |                     |                     |                     |                     |                     |                     |  |  |  |  |  |  |        |        |        |        |               |               |               |               |                 |                 |                 |                 |                 |                 |
|  |  |                       |                       |                       |                       | Linia z Danowa        | Linia z Danowa        | Linia z Danowa | Linia z Danowa | Linia z Danowa | Linia z Danowa |         |         |      |      |                     |                     |                     |                     |                     |                     |                 |                 | Linia z Tarnowa | Linia z Tarnowa | Linia z Tarnowa | Linia z Tarnowa | Linia z Tarnowa     | Linia z Tarnowa     |                     |                     |                     |                     |  |  |  |  |  |  |        |        |        |        | Linia z Budna | Linia z Budna | Linia z Budna | Linia z Budna | Linia z Budna   | Linia z Budna   |                 |                 |                 |                 |

Janicke, protoplasta dwóch pierwszych linii, jest określany około 1400 roku jako „pan na Tarnowie”. Mniej więcej 50 lat później jego syn Paul zostaje nazwany „panem na Danowie”. Z kolei o Brunonie von Petersdorff, „panu na Budnie”, wiadomo, że w 1451 roku odsprzedał część swoich dóbr szczecińskim kartuzom za 21 denarów (Vinkenaugen) rocznego czynszu. Daniel von Petersdorff (Dame Prestorp) odnotowywany jest kilkakrotnie w latach w 1462-1484 roku jako burmistrz Goleniowa.
O dalszych dziejach rodziny dowiadujemy się między innymi z aktów własności ziem. W 1478 Janke von Petersdorff z Tarnowa i Heinrich Vise z Marszewa odsprzedali hrabiom Albrechtowi i Ludwigowi von Eberstein wieś Jarosławki, z której pobierali czynsz wynoszący 50 marek. Z kolei w 1508 książę Bogusław zezwolił Drewesowi z Tarnowa na zastawienie u szczecińskich kartuzów jednego ze swoich majątków na kwotę 50 marek, by w ten sposób pozyskać środki na wyprawienie wesela swojej siostry. 1569 książę Barnim nadał rodzinie w lenno dobra w Budnie, Maciejewie, Danowie, Tarnowie, Podańsku, Tarnówku, Mostach, Burowie, Osinie, Rożnowie Nowogardzkim i Radzanku, a także niezasiedlony dotąd teren nazywany Cölpin. W 1799 roku rodzina uzyskała także majątki w powiecie Belgard – za sumę 85.000 talarów porucznik Gustav Ludwig Sigismund von Petersdorff nabył od porucznika Adama Heinricha von Kleista posiadłości lenne Kikowo, Motarzyn, Doble i Sadkowo. Większość z nich szybko została jednak odsprzedana. Prócz wymienionych dóbr w posiadaniu rodu znajdowały się także – przez krótszy lub dłuższy czas – następujące miejscowości: Kłosowice, Komarowo, Lubczyna, Dobrzany, Kramarzyny, Bądkowo, Brzesko, Kluczewo, Krosino, Skalin, Słotnica, Witno oraz nieistniejące dziś folwarki w Dolgenkathen, Dolgenkrug i Kameelshorst.

### Gałąź duńska
W połowie XVII wieku przedstawiciele rodu von Pettersdorf osiedli w Królestwie Danii. Na mocy patentu z 12 lipca 1810 roku szambelan Christian Alexander von Pettersdorff otrzymał tytuł hrabiowski oraz herb Petersdorff-Roepstorff (zob. wyżej). Własnością rodziny były hrabstwa Roepstorff i Sødal.

## Przedstawiciele
- Axel von Petersdorff(inne języki) (1892–1962) – niemiecki oficer i SA-Führer;
- Christian Alexander von Petersdorff-Roepstorff (1762–1813) – szambelan na dworze duńskim, hrabia;
- Eggert Christian von Petersdorff(inne języki) (1707–1783) – generał porucznik armii pruskiej(inne języki), szef 10 Staropruskiego Pułku Piechoty(inne języki);
- Friedrich von Petersdorff(inne języki) (1775–1854) – generał porucznik armii pruskiej(inne języki), komendant Twierdzy Toruń;
- Friedrich von Petersdorff (1789–1862) – pruski major, radca ziemski, honorowy obywatel Kołobrzegu;
- Hermann Gustav Richard von Petersdorff(inne języki) (1877–1920) – porucznik w 9 Kołobrzeskim Pułku Grenadierów im. Hrabiego Gneisenau;
- Horst von Petersdorff(inne języki) (1861–1933) – niemiecki generał, dowódca na froncie zachodnim podczas I wojny światowej;
- Ludwig von Petersdorff (1826–1889) – generał porucznik armii pruskiej(inne języki), dowódca 29 Dywizji.